# San Sebastiano (Mantegna Venezia)
San Sebastiano è un dipinto, tempera su tela (213 × 95 cm), di Andrea Mantegna, databile al 1506 circa e conservata nella Galleria Franchetti presso la Ca' d'Oro a Venezia e proveniente dalla Pinacoteca Scarpa di Motta di Livenza (Treviso).

## Storia
Il dipinto è identificabile tra le opere rimaste nella bottega di Mantegna alla sua morte nel 1506. Fin dalla prima metà del XVI secolo l'opera era già conservata nella casa padovana di Pietro Bembo, dove venne vista da Marcantonio Michiel. Presso gli eredi del cardinal Bembo, nel 1810, venne acquistato dall'anatomico e chirurgo professor Antonio Scarpa per la sua raccolta di Pavia. Alla sua morte, nel 1832, il dipinto giunse in eredità al fratello e al nipote di Antonio Scarpa a Motta di Livenza (Treviso), dove fu conservato fino al 1893, allorché venne acquistato dal barone Giorgio Franchetti per il suo palazzo veneziano, la Ca' d'Oro, che poi lasciò allo Stato italiano nel 1916. Per ospitare nella Ca' d'Oro questo dipinto, che considerava il più prestigioso della sua collezione,  il barone Franchetti fece appositamente costruire una cappella ornata di marmi, al centro della quale esso è custodito all'interno di un altare che ne enfatizza l’isolamento.
L'opera viene di solito collocata nella fase estrema della produzione dell'artista, a ridosso della morte, per gli oscuri presagi legati al cartiglio. Alcuni critici hanno messo l'opera in relazione a una fase anteriore, vicina ai Trionfi di Cesare o ancora più antica, con la cornice marmorea che richiama addirittura il periodo padovano.
L'autore si era già confrontato con questo tema in almeno altre due opere: una giovanile, oggi al Kunsthistorisches Museum di Vienna, e una della maturità, oggi al Louvre. Il dipinto di Venezia era tra quelli che si trovavano nella bottega dell'artista nel 1506 dopo la sua morte, come il Cristo morto, e venne probabilmente acquistato dal cardinale Sigismondo Gonzaga. La permanenza nell'atelier per tanto tempo fu forse la condizione che permise alcuni interventi forse di mano dello stesso artista, quali la ripassatura totale e la "moralizzazione" del drappo in corrispondenza dell'inguine, che venne nascosto da uno strato quasi informe di biacca, forse ad opera del figlio Francesco o comunque di un allievo.

## Descrizione e stile
A differenza delle due opere precedenti, il San sebastiano di Venezia è un'opera tormentata e intensamente espressiva, dove la solennità classica ha lasciato il posto al solo dramma della sofferenza. Il santo è rappresentato seminudo su sfondo scuro, entro una finta cornice marmorea dove sono appese due file di perline di vetro e corallo. Il suo corpo legato (è sparita anche la colonna) domina l'intera rappresentazione, con il volto in ombra piegato in una smorfia sofferente. La figura del martire appare come scossa da un brivido che lo fa prorompere nello spazio della "finestra" e fa sembrare imminente lo scoppio in urlo. Vari dettagli danno infatti un senso di movimento alla scena: i capelli del giovane, la posizione inclinata e il drappeggio del perizoma, che sfocia in due drappi svolazzanti alle estremità. Le numerose frecce attraversano il corpo del martire con traiettorie discordanti e in diverse zone, passando spesso sottopelle e riuscendo fuori, secondo uno schema teso ad amplificare la sensazione di dolore e la compassione nell'osservatore. 
In basso si trova una candela, un memento mori particolarmente significativo vista la tarda età dell'artista. Il cartiglio che vi è appeso recita: NIL NISI DIVINVM STABILE / EST CAETERA FVMVS, "Nulla è stabile tranne il divino: il resto è fumo".